# Płytka przewodnicka

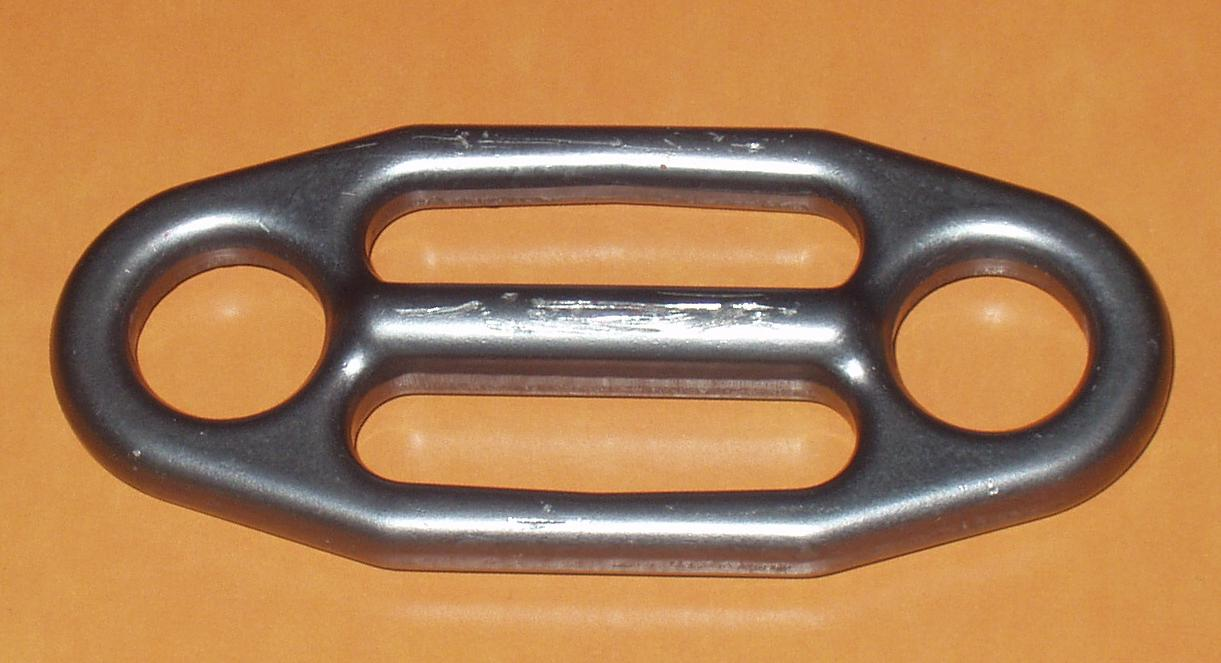
Gi-gi firmy Kong

Płytka przewodnicka – przyrząd asekuracyjno-zjazdowy używany we wspinaczce. Jest to metalowa płytka z dwoma równoległymi, podłużnymi otworami na środku, oraz co najmniej jednym okrągłym na którymś z jej końców. 

## Zastosowanie
Płytka przewodnicka jest alternatywą dla reverso, lub asekuracji z półwyblinki. Może być używana jak płytka Stichta, bądź do asekuracji z górnego stanowiska (jest wtedy przyrządem samoblokującym). Pozwala na kontrolę dwóch lin niezależnie i jest dużo lżejsza niż inne przyrządy o podobnym zastosowaniu.

## Użycie

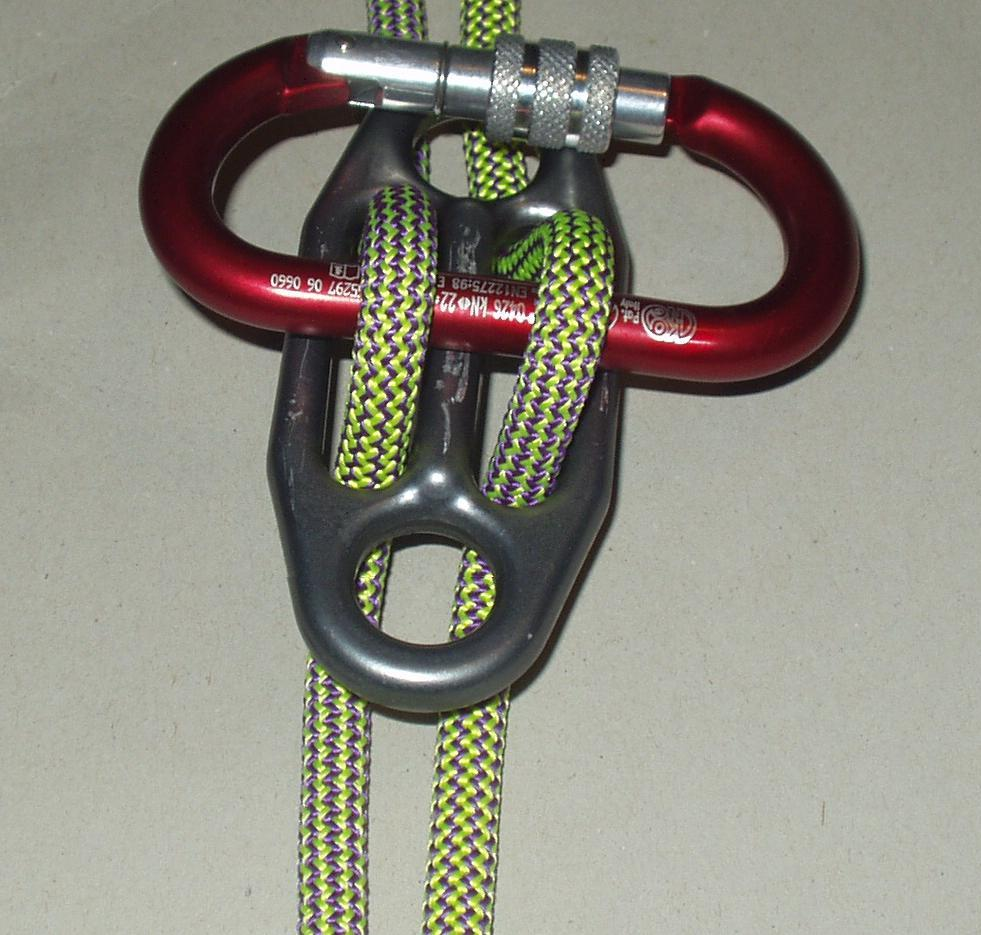
Płytka zabezpieczona karabinkiem

Płytkę umieszczamy w karabinku stanowiskowym przekładając go przez skrajny otwór. Linę przekładamy przez podłużny otwór i zabezpieczamy karabinkiem.